# 毛山鸡椒
毛山鸡椒（学名：Litsea  cubeba var. formosana）为樟科木姜子属下的一个变种。

## 扩展阅读
- 維基物種上的相關：毛山鸡椒